# Colonia Bosques del Sol
Colonia Bosques del Sol är en ort i Mexiko.   Den ligger i kommunen Tonalá och delstaten Jalisco, i den centrala delen av landet, 400 km väster om huvudstaden Mexico City. Colonia Bosques del Sol ligger 1 594 meter över havet och antalet invånare är 123.
Terrängen runt Colonia Bosques del Sol är platt åt sydväst, men åt nordost är den kuperad. Runt Colonia Bosques del Sol är det ganska tätbefolkat, med 239 invånare per kvadratkilometer. Närmaste större samhälle är Guadalajara, 19,6 km väster om Colonia Bosques del Sol. I omgivningarna runt Colonia Bosques del Sol växer huvudsakligen savannskog.